# Xebec
Xebec, Inc. ( 株式会社ジーベック Kabushiki Gaisha Jībekku?) foi uma subsidiária da IG Port (holding do estúdio de anime Production I.G), que era especializada na produção de animações para a televisão. Eles trabalharam em várias séries populares, como Love Hina', To Love-Ru e Martian Successor Nadesico.

## Encerramento
Em 20 de novembro de 2018, a IG Port, vendeu o estúdio para a Sunrise após a crise financeira que a subsidiária teve em diferentes anos. Em 5 de março de 2019, a Sunrise anunciou que estabeleceu uma nova empresa, Sunrise Beyond, no endereço da Xebec, com as operações da Xebec sendo transferidas para ela. A Xebec encerrou suas atividades oficialmente no dia 31 de maio de 2019. As suas equipas de pós-produção, que não faziam parte da venda à Sunrise, foram cindidas e consolidadas em várias empresas IG Port, mas a Production I.G herdou o património da empresa. Os direitos autorais dos trabalhos anteriores da Xebec foram revertidos para o grupo IG Port como um todo.